# شوكولاتة عضوية

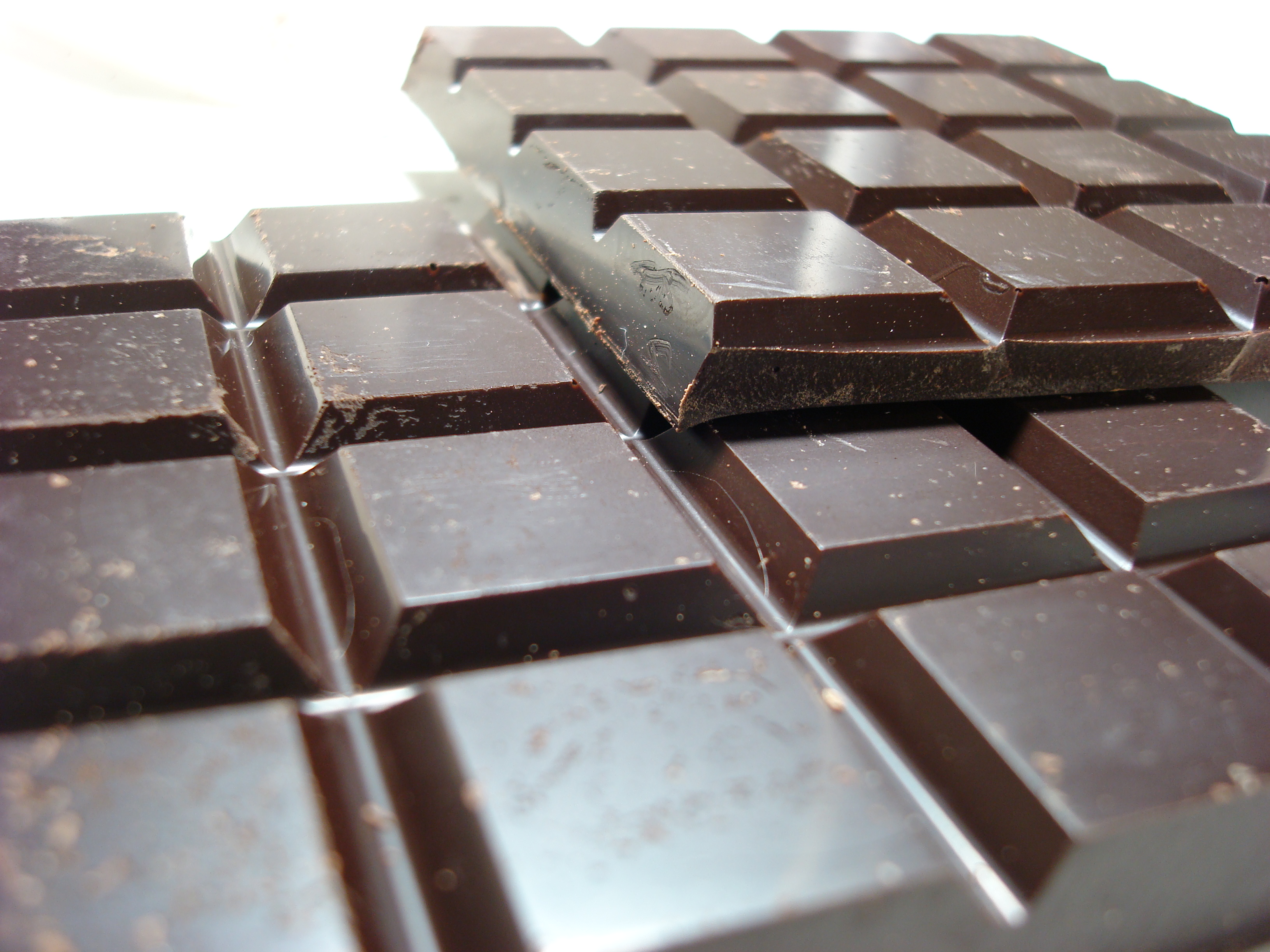
الشوكولاتة العضوية الداكنة تحوي 72% من الكاكاو.

الشوكولاته العضوية (بالإنجليزية:Organic chocolate) هي الشوكولاتة التي تعتمد في صنعنها على مواد عضوية. اعتبارا من عام 2016، تزايت صناعة الشوكولاتة العضوية في مصانع الشوكولا العالمية. تعتبر الشوكولاته العضوية منتج مرغوب اجتماعيا لبعض المستهلكين.  بدأت الشركات التجارية الكبرى، مثل شركة هيرشي، بإنتاج الشوكولاته العضوية. 